# Evilive
Evilive är ett livealbum av horrorpunkbandet The Misfits. Det gavs ursprungligen ut 1982 som en EP med sju spår och återutgavs 1987 som ett album med ytterligare fem låtar.
Inspelningarna är tagna från konserter den 17 december 1981 på The Ritz i New York och den 20 november 1981 på On Broadway i San Francisco.

## Låtlista
Samtliga låtar skrivna av Glenn Danzig.

### EP
1. "20 Eyes" - 1:55
2. "Night of the Living Dead" - 1:43
3. "Astro Zombies" - 2:03
4. "Horror Business" - 2:05
5. "London Dungeon" - 2:14
6. "All Hell Breaks Loose" - 1:33
7. "We Are 138" - 1:27

### Album
1. "20 Eyes" - 1:55
2. "Night of the Living Dead" - 1:43
3. "Astro Zombies" - 2:03
4. "Horror Business" - 2:05
5. "London Dungeon" - 2:14
6. "Nike-a-Go-Go" - 3:22
7. "Hatebreeders" - 2:39
8. "Devil's Whorehouse" - 1:40
9. "All Hell Breaks Loose" - 1:33
10. "Horror Hotel" - 1:12
11. "Ghouls Night Out" - 1:42
12. "We Are 138" - 1:27

## Medverkande
- Glenn Danzig - sång
- Jerry Only - bas
- Paul Caiafa - gitarr
- Arthur Googy - trummor
- Henry Rollins – sång på "We Are 138"